# Клеймёново (Московская область)
Клеймёново — деревня в Серпуховском районе Московской области. Входит в состав Дашковского сельского поселения (до 29 ноября 2006 года входила в состав Райсемёновского сельского округа).

## Население
| 2002 | 2006 | 2010 | 2015 |
| ---- | ---- | ---- | ---- |
| 0    | ↗1   | →1   | →1   |

## География
Клеймёново расположено примерно в 24 км (по шоссе) на северо-запад от Серпухова, по левому берегу реки Нара, на впадающем в реку безымянном ручье, высота центра деревни над уровнем моря — 145 м. На 2016 год в деревне зарегистрировано 9 садовых товариществ.